# Bromophos
Bromophos (Bromophos-methyl) ist eine chemische Verbindung aus der Gruppe der Thiophosphorsäureester.

## Gewinnung und Darstellung
Bromophos kann ausgehend von 2,5-Dichlor-4-bromphenol durch Reaktion mit Natriumhydroxid mit Dimethylchlorthiophosphat (DMPCT) gewonnen werden. Wenn DMPCT durch Diethylchlorthiophosphat (DEPCT) ersetzt wird entsteht der Diethylether Bromophos-ethyl.

## Verwendung
Bromophos wird als Insektizid gegen Gemüse- und Getreidefliegen sowie Stechmücken in Anbau und Vorratsschutz verwendet.

## Zulassung
Es war von 1971 bis 1995 in der BRD und von 1968 bis 1994 in der DDR zugelassen.
In den Staaten der EU und in der Schweiz sind keine Pflanzenschutzmittel mit diesem Wirkstoff zugelassen.